# Udet U 12
L'Udet U 12 "Flamingo" fu un aereo da turismo e addestramento biposto, monomotore e biplano, sviluppato dall'azienda aeronautica tedesca Udet Flugzeugbau GmbH nei primi anni venti e prodotto, oltre che dalla stessa, dalla Bayerische Flugzeugwerke AG (BFW) che la assorbì, e anche su licenza in Austria e Ungheria.
Destinato principalmente al mercato dell'aviazione generale, grazie alle sue caratteristiche trovò impiego anche in ambito militare nelle scuole di volo delle forze aeree austriache, lettoni e ungheresi.

## Versioni
U 12a
versione da addestramento basico equipaggiata con un motore Siemens-Halske Sh 11, un radiale 7 cilindri raffreddato ad aria da 100 PS (74 kW).
U 12b
versione da addestramento avanzato con capacità acrobatiche, equipaggiata con un radiale Siemens-Halske Sh 12 9 cilindri raffreddato ad aria e caratterizzata da piani alari dal diverso profilo.
U 12c
versione dalla superficie alare ridotta ed equipaggiata con un radiale 7 cilindri Siemens-Halske Sh 5 da 80 hp.
U 12d

U 12e

U 12O
versione di produzione austriaca.
U 12S
versione di produzione austriaca caratterizzata dalla struttura tubolare metallica.

## Utilizzatori
Austria
- Bundesheer
  - Luftstreitkräfte

 Lettonia
- Latvijas Gaisa spēki

 Ungheria
- aeronautica militare ungherese (clandestina)

### Riviste
- Il biplano Udet da scuola tipo "Flamingo U 12a" della Udet Flugzeugbau G.m.b.H., in Rivista Aeronautica, n. 1, luglio 1925.